# Pierre Pruvost
Pierre Pruvost (1890–1967) – geolog i paleontolog francuski.

## Biografia

### Życiorys
Pierre Eugène Marie Joseph Pruvost urodził się w Raismes 1 sierpnia 1890. Studiował w Lille; był uczniem Jules'a Gosseleta i Charlesa Barrois. W 1918 uzyskał stopień naukowy doktora na podstawie rozprawy na temat karbońskich faun słodkowodnych (skorupiaki, małże, ryby) i lądowych (pajęczaki, wije, owady) północy Francji. Od 1926 zajmował katedrę geologii na Uniwersytecie w Lille; w latach 1943–1950 pełnił funkcję dziekana. W czasie okupacji niemieckiej udało mu się uratować od demontażu i przetopienia pomnik Pasteura w Lille, wskazując na zasługi uczonego dla ludzkości. Od 1950 był profesorem Sorbony. Był cenionym wykładowcą. Zmarł 5 lub 15 czerwca 1967 w Paryżu.
Od 1960 Francuskie Towarzystwo Geologiczne (fr. Société géologique de France) nadaje nagrodę jego imienia, przeznaczoną dla prac z zakresu geologii strukturalnej i tektoniki.

### Pełnione funkcje i otrzymane godności
- 1947 – członek korespondent paryskiej Akademii Nauk[4]
- 1948, 1963 – przewodniczący Francuskiego Towarzystwa Geologicznego[4]
- 1948 – oficer Orderu Korony (Belgia)[5]
- 1949 – oficer Legii Honorowej[5]
- 1954 – członek paryskiej Akademii Nauk[4]
- 1959 – Medal Wollastona nadany przez Londyńskie Towarzystwo Geologiczne[8]
- 1963 – zagraniczny członek honorowy Royal Society of Edinburgh(inne języki)[9]

## Osiągnięcia naukowe

### Znaczenie w historii nauki
Pierre Pruvost zajmował się przede wszystkim stratygrafią i paleontologią karbonu. Wśród jego głównych zasług należy wymienić rozwinięcie pojęcia subsydencji, wyjaśniającego istnienie miąższych (bardzo grubych) serii osadowych, których cechy facjalne wskazują na płytkie lub bardzo płytkie środowisko depozycji. Opisał rodzaj karbońskich małży słodkowodnych Anthraconauta Pruvost, 1930 (pospolity, występuje również w Polsce) oraz rodzaj karbońskich owadów Boltonia Pruvost, 1919 (z wymarłego rzędu Palaeodictyoptera), ale nazwa tego drugiego okazała się młodszym homonimem i została zastąpiona przez Boltoprouvostia Strand, 1929. Był autorem ponad 200 prac naukowych.

### Wybrane publikacje
- Introduction à l’étude du bassin houiller du Nord et du Pas-de-Calais. La faune continentale du terrain houiller du Nord de la France (1919)[14]
- Sédimentation et subsidence (1930)[17]
- Description géologique détaillée du bassin houiller de la Sarre et de la Lorraine (1934)[18]

## Upamiętnienie
Na jego cześć nazwano trzy rodzaje karbońskich owadów: Pruvostia Bolton, 1921 (z wymarłego rzędu Protorthoptera), Pruvostites Zalessky, 1928 (z wymarłej rodziny Oedischiidae w podrzędzie Ensifera) i Pruvostiella Handlirsch, 1922 (z wymarłego rzędu Caloneurodea).